# Minnesota Strikers
Minnesota Kicks is een voormalige Amerikaanse voetbalclub uit Minneapolis. De club werd opgericht in 1984 toen de Fort Lauderdale Strikers naar Minnesota verhuisden en later dat seizoen opgeheven. Het thuisstadion van de club was het Metrodome dat plaats bood aan 64.000 toeschouwers. Ze speelden één seizoen in de North American Soccer League. Hierin werd geen aansprekend resultaat behaald.

## Geschiedenis
De professionele voetbalclub werd na 1984 opgeheven. De club ging verder als zaalvoetbalclub. Ze speelden tot 1988 in de Major Indoor Soccer League.

## Bekende spelers
- Dwight Lodeweges
- Jan Goossens